# مقاطعة تايوان
مقاطعة تايوان هي مقاطعة في جمهورية الصين، تقع في تايوان، بلغ عدد سكانها 9,232,596 نسمة وذلك حسب إحصائيات سنة 2010، عاصمتها قرية تشونغشينغ الجديدة، وتايبيه، تبلغ مساحتها 26,330.9577 كيلومتر مربع.

## التقسيمات الإدارية
- شيا يي
- سين شو
- كيلونغ
- مقاطعة تشانغوا
- مقاطعة شياي
- مقاطعة هسينشو
- هوالين
- مقاطعة مياولي
- مقاطعة نانتو
- بسكادورز
- مقاطعة بينغتونغ
- مقاطعة تايتونغ
- مدينة تاويون (حتى 25 ديسمبر 2014)
- مقاطعة ييلان
- مقاطعة يونلين
- تايبيه (25 أكتوبر 1945–1 يوليو 1967)
- كاوهسيونغ (25 أكتوبر 1945–1 يوليو 1979)
- تاينان (حتى 25 ديسمبر 2010)
- تايبيه الجديدة (حتى 25 ديسمبر 2010)
- تاي شانغ (حتى 25 ديسمبر 2010)
- مقاطعة تايتشونغ (حتى 25 ديسمبر 2010)
- مقاطعة تاينان (حتى 25 ديسمبر 2010)
- مقاطعة كاوشيونغ (حتى 25 ديسمبر 2010).

## أعلام
- جينا لي
- مينغ فريمان